# Стад Рошле
«Стад Рошле́» (фр. Stade rochelais), также упоминаемый как «Ла-Рошель», — французский регбийный клуб, выступающий в высшем дивизионе национального первенства, Топ 14. Клуб основан в 1898 году, и сейчас выступает на арене «Стад Марсель-Дефляндр», вмещающей 12 500 зрителей. Традиционные цвета команды — чёрный и жёлтый. В 2000—2016 годах назывался «Атлантик Стад Рошле».

## Достижения
- Чемпионат Франции
  - Финалист: 2021, 2023
- Кубок европейских чемпионов
  - Победитель: 2022, 2023
  - Финалист: 2021
- Шалёнж Ив дю Мануа[англ.]
  - Победитель: 2002, 2003 (март)

## Состав
Заявка на сезон Топ-14 2020/2021. Жирным выделены игроки, заигранные за национальные сборные.

## Известные игроки
- Афа Амоса[англ.]
- Брок Джеймс[англ.]
- Зак Холмс[англ.]
- Райан Лэмб[англ.]
- Жюльен Бергер
- Лексо Каулашвили[фр.]
- Рожер Риполь[исп.]
- Леандро Чедаро
- Джейсон Маршалл[англ.]
- Джоно Гиббз[англ.]
- Романа Грэм[англ.]
- Джейсон Итон[англ.]
- Хикайро Форбс
- Петришор Тодерашк[англ.]
- Сила Пуафиси
- Давид Феао[англ.]
- Сирели Бобо
- Норман Лигаири
- Кини Муримуривалу[англ.]
- Джоне Нгову[англ.]
- Серу Рабени
- Марк Андрё[англ.]
- Уини Атонио
- Алекси Бале[англ.]
- Стив Барри
- Мохамед Буганми[англ.]
- Максим Гаю
- Венсан Дебати[англ.]
- Вильям Демот[англ.]
- Люк Дюкалькон
- Тома Жолм[фр.]
- Майк Корбел
- Шарль Лагард
- Дамьен Лагранж[англ.]
- Габриэль Лакруа
- Максим Лафаж
- Бенуа Лекуль[англ.]
- Жереми Мару
- Жеральд Мерсерон
- Жан-Шарль Ориоли[фр.]
- Бриёк Плесси[фр.]
- Жюльен Пьер[англ.]
- Давид Раикуна
- Венсан Ратт[англ.]
- Элиот Рудиль[фр.]
- Жордан Сенека
- Камалиеле Туфеле
- Арно Элиссальд
- Жан-Батист Элиссальд[англ.]
- Жан-Пьер Элиссальд[англ.]
- Рики Джануари[англ.]
- Пол Джордаан[англ.]